# Piz Sesvenna
Der Piz Sesvenna ([ˌpits səsˈvɛnɐ]ⓘ) ist ein Berg im Kanton Graubünden in der Schweiz im Grenzgebiet zwischen der Schweiz und Italien. Er liegt südöstlich von Scuol und westlich von Mals. Mit einer Höhe von 3204 m ü. M. ist er der höchste Berg der Sesvennagruppe und bietet eine prachtvolle Rundsicht.

## Lage und Umgebung
Der Piz Sesvenna liegt zwischen dem Unterengadin in der Schweiz und dem Vinschgau im Südtirol in Italien. Der Hauptgipfel liegt komplett auf Schweizer Staatsgebiet in der Gemeinde Scuol im Kanton Graubünden, rund 180 Meter nordwestlich der italienisch-schweizerischen Grenze.
Zu den Nachbargipfeln gehören der Piz Plazèr (3104 m) und Mot da l'Hom (2758 m) im Westen, die Cima Valdassa (3049 m) im Südosten, der Muntpitschen (3161 m) und der Fernerspitz (2953 m) im Nordosten, und der Piz Rims (3067 m), der Piz Cristanas (3091 m) und der Piz Cornet (2970 m) im Norden.
Der Piz Sesvenna wird im Südosten durch das Avignatal und das Münstertal, im Nordosten durch das Schliniger Tal, im Nordwesten durch die Val Sesvenna und im Westen durch die Val S-charl eingefasst. Nördlich des Ostgrates liegt der Sesvennagletscher.
Talorte sind S-charl, Schlinig und Taufers im Münstertal. Häufige Ausgangspunkte sind Schlinig und die Sesvennahütte oder S-charl.
Der am weitesten entfernte sichtbare Punkt vom Piz Sesvenna befindet sich 186 km in westlicher Richtung im Aletschgebiet im Kanton Wallis. Der Punkt befindet sich auf dem Nordwestgrat des Aletschhorns (4194 m), rund 180 Meter nordwestlich des Gipfels auf einer Höhe von (4135 m).

## Namensherkunft
Die Etymologie von Sesvenna ist unklar. Es könnte sich um einen keltischen Flurnamen handeln, worauf das typisch keltische Suffix -enna („Örtlichkeit“) hinweist. In Verbindung mit dem Adjektiv *sisk („trocken“, zu mittelirisch sesc) würde der Bergname so viel wie „trockene Örtlichkeit“ bedeuten, was zum im Engadin vorherrschenden Kalkgestein mit wenig Oberflächenwasser gut passen würde. Sesvenna könnte aber auch romanischer Herkunft und von *sassvaina („Erzader“) abgeleitet sein, was auf den Bergbau im Val S-charl verwiese.

## Routen zum Gipfel

### Sommerrouten

#### Durch die Val Sesvenna und über den Ostgrat
- Ausgangspunkt: S-charl (1808 m)
- Via: Lai da Sesvenna, Vadret da Sesvenna, Sattel P. 3081
- Schwierigkeit: WS, bis zum Lai da Sesvenna als Wanderweg weiss-rot-weiss markiert.
- Zeitaufwand: 5½ Stunden

#### Über die Fuorcla Sesvenna und den Ostgrat
- Ausgangspunkt: Sesvennahütte (2258 m)
- Via: Fuorcla Sesvenna (2818 m), Vadret da Sesvenna, Sattel P. 3081
- Schwierigkeit: WS, bis zur Fuorcla Sesvenna als Wanderweg weiss-rot-weiss markiert.
- Zeitaufwand: 3½ Stunden

#### Über Cruschetta und den Ostgrat
- Ausgangspunkt: S-charl (1808 m)
- Via: Cruschetta (2292 m), Praviert, Sattel P. 3081
- Schwierigkeit: WS, bis Praviert als Wanderweg weiss-rot-weiss markiert.
- Zeitaufwand: 5–6 Stunden
- Alternative: Ausgangspunkt Taufers (1240 m) (+½ Stunde)

#### Über den Westgrat
- Ausgangspunkt: S-charl (1808 m)
- Via: Alp Sesvenna (2098 m), Marangun, Blaisch dals Manaders, Mot da l'Hom (2757 m), Piz Plazèr (3103 m)
- Schwierigkeit: WS, bis Marangun als Wanderweg weiss-rot-weiss markiert.
- Zeitaufwand: 5½ Stunden

## Galerie

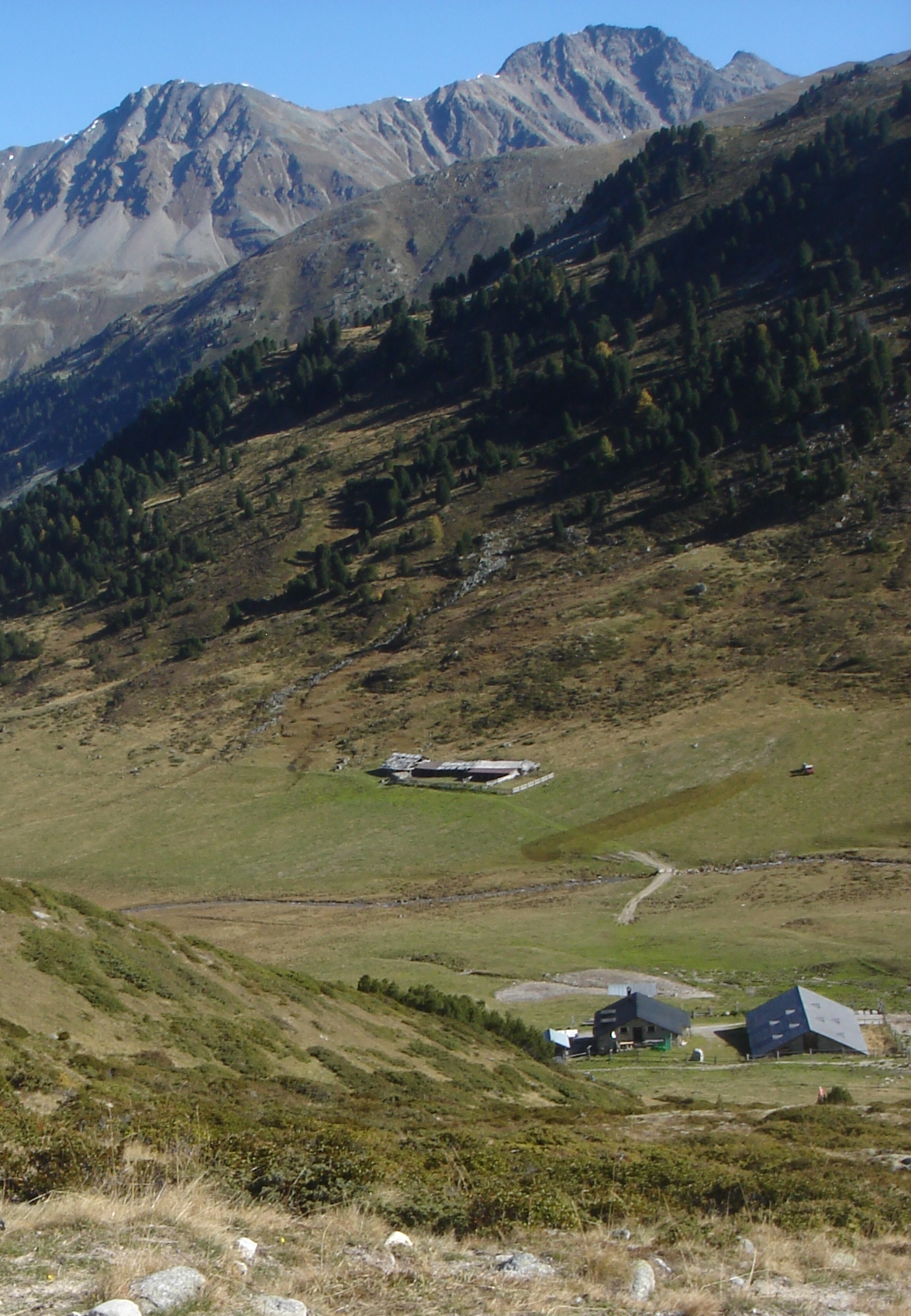
Blick aus dem inneren Tamangur Blick Richtung Nordosten zu Piz Sesvenna und Piz Plazèr (links).
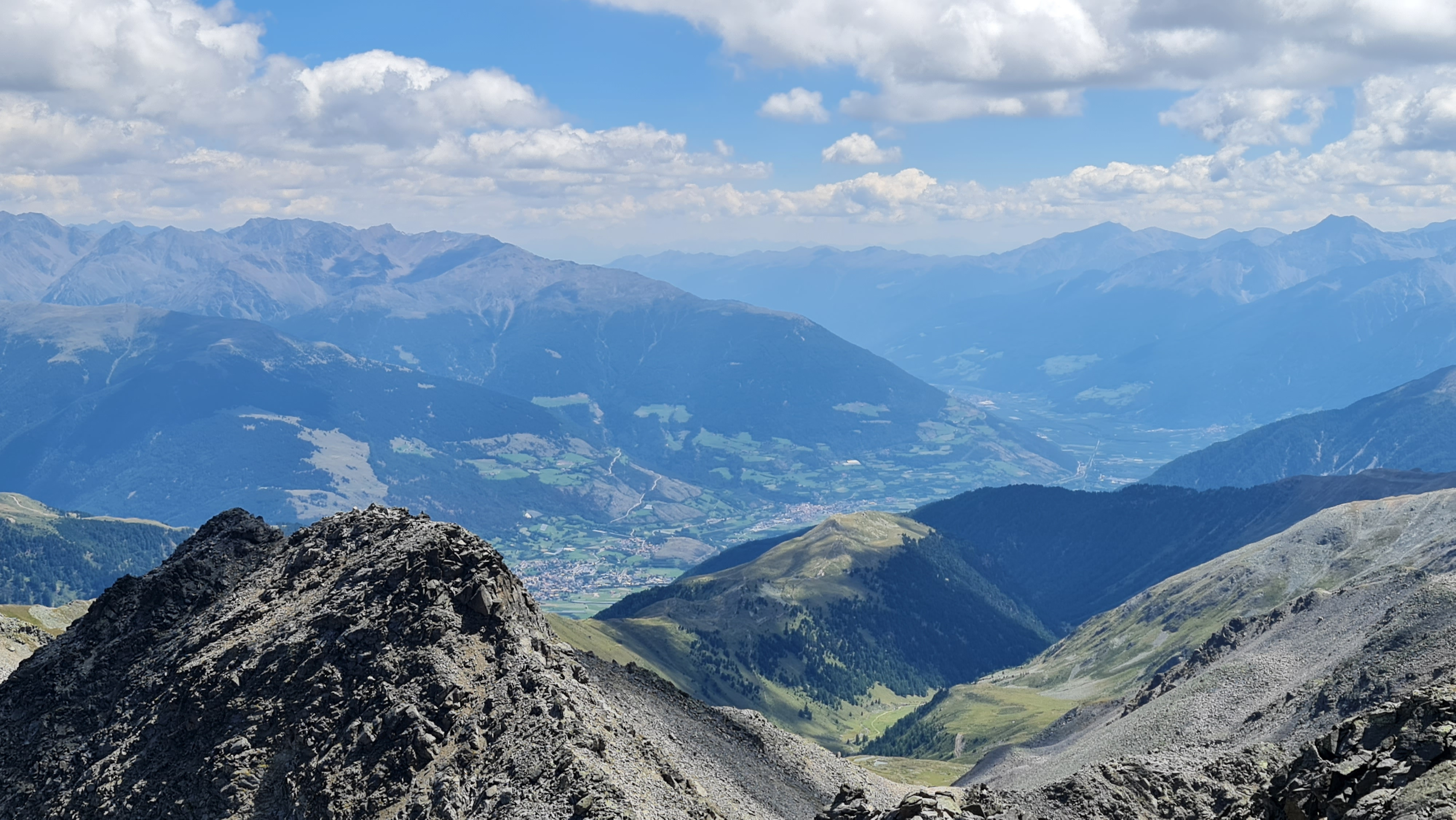
Ausblick nach Osten ins Vinschgau in Südtirol
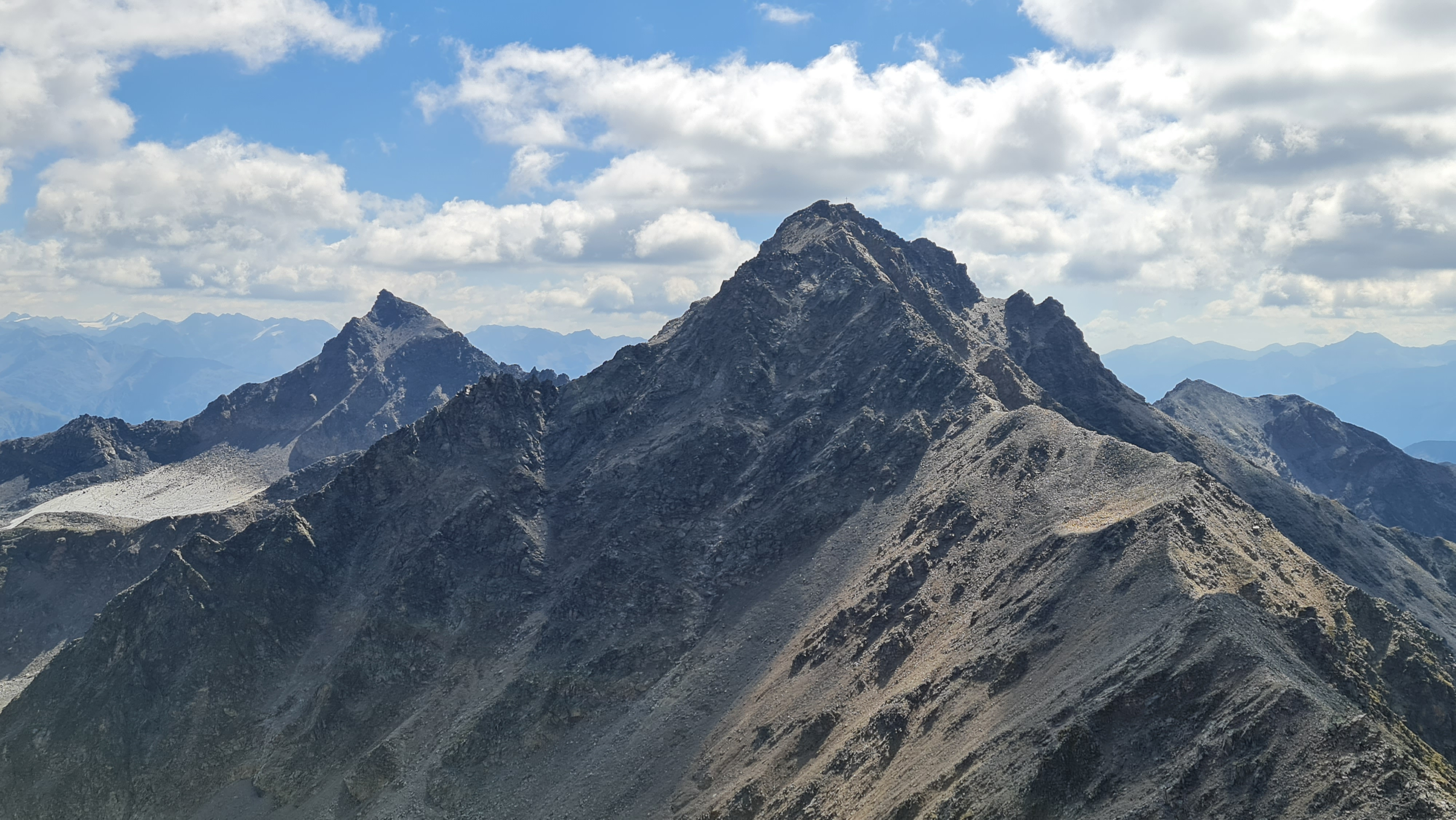
Vom Piz Plazèr ist der Piz Sesvenna über den Westgrat zu erreichen.
Piz Sesvenna und der Sesvennagletscher, aufgenommen 1927.
Die Sektion Uto des SAC Senioren 1927 auf dem Piz Sesvenna.